# ادا-اینس اتی
ادا-اینس اتی (انگلیسی: Eda-Ines Etti؛ زادهٔ ۲۶ مهٔ ۱۹۸۱) یک خواننده پاپ اهل استونی است. وی از سال ۲۰۰۰ میلادی تاکنون مشغول فعالیت بوده‌است.
او در مسابقه آواز یوروویژن ۲۰۰۰ نماینده استونی بود.

## آلبوم‌ها

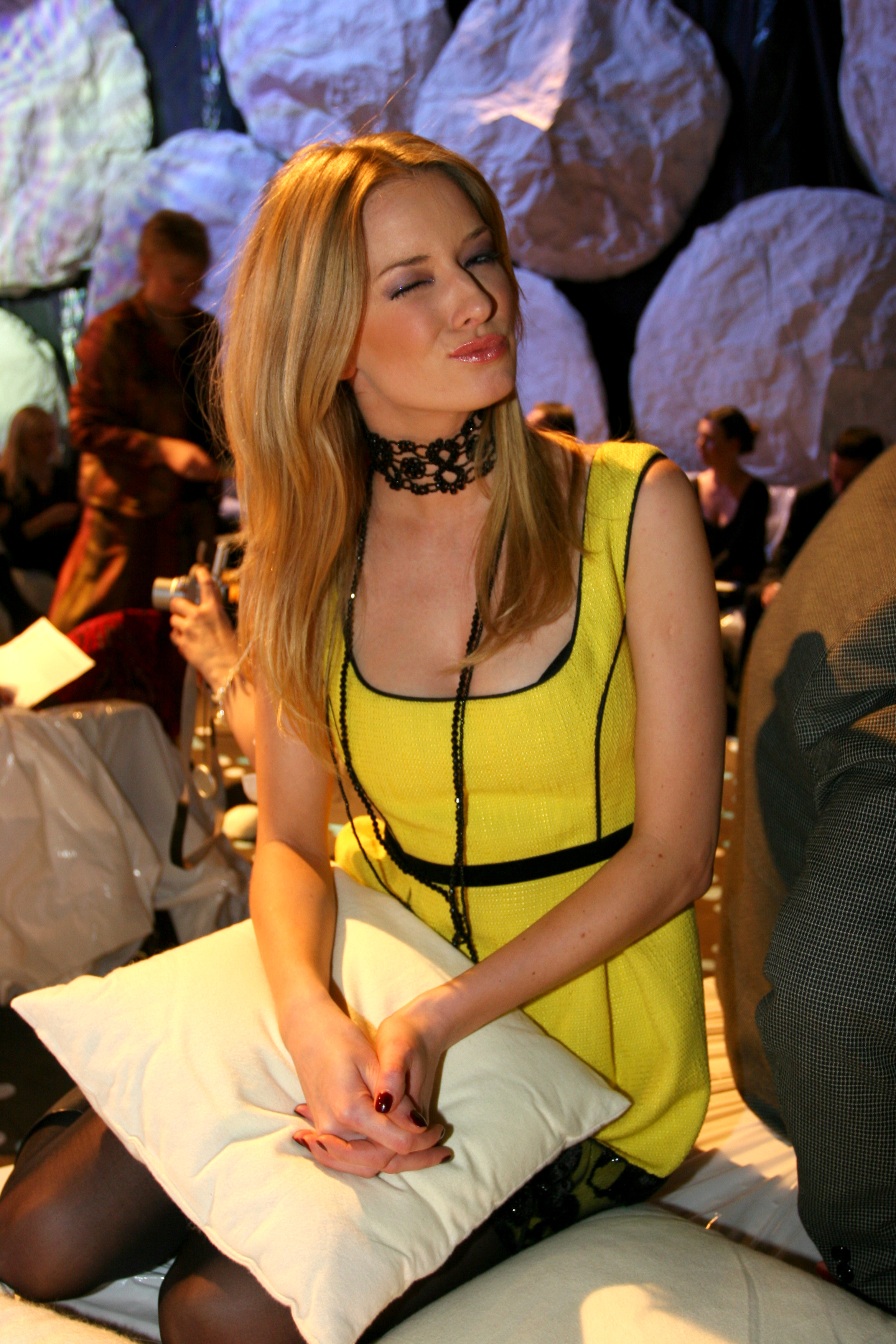
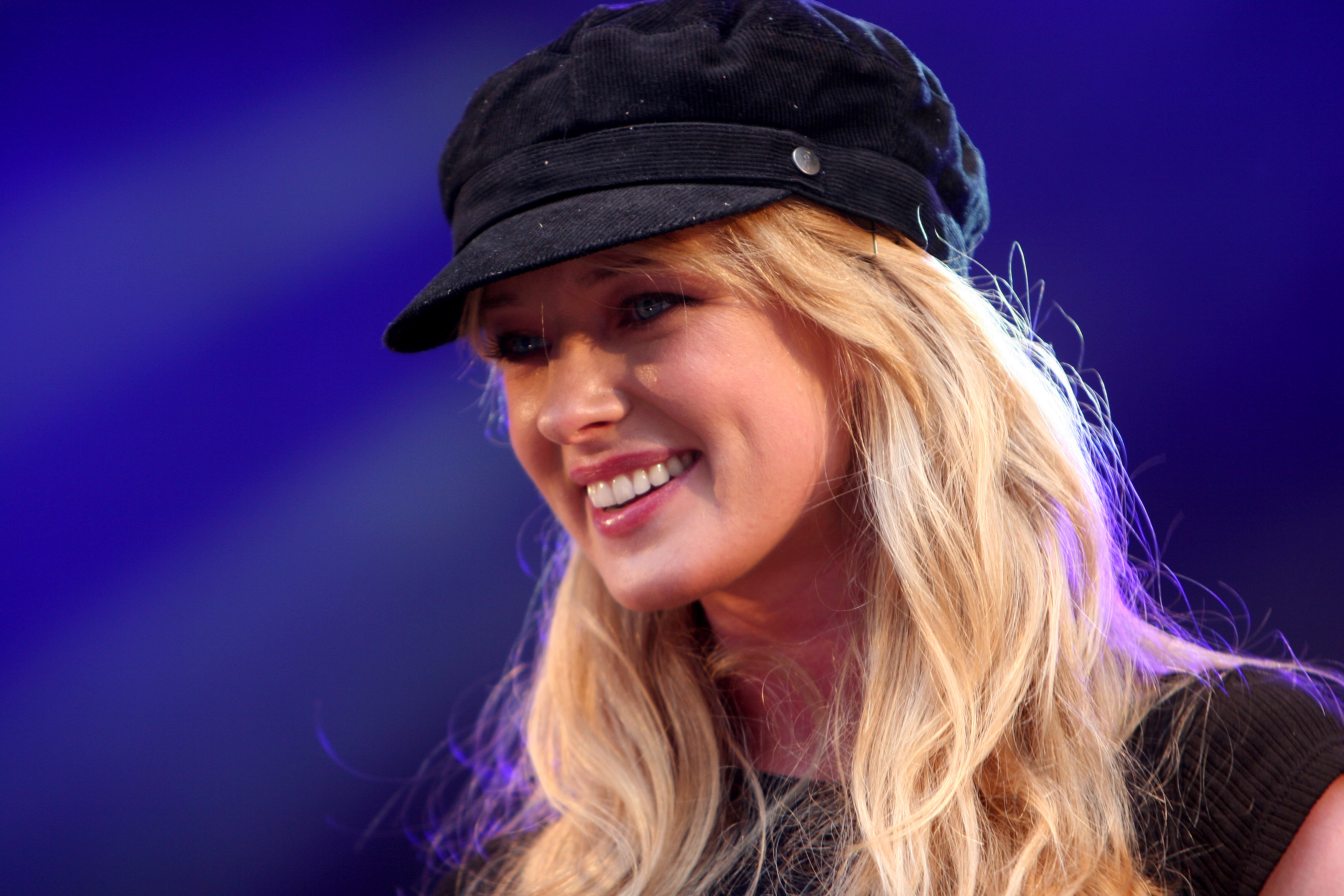

- Here For Your Love - ۲۰۰۰
- 15 magamata ööd - نوامبر ۲۰۰۴
- Uus päev - دسامبر ۲۰۰۵
- Kustutame vead - دسامبر ۲۰۰۷
- Kas kuuled mind- نوامبر ۲۰۰۹
- Kiusatus- مه ۲۰۱۱